# Carla Candiani
Carla Candiani (Legnano, 9 febbraio 1916 – Anagni, 2 luglio 2005) è stata un'attrice italiana.

## Biografia
Frequenta da giovane la scuola di lingue estere, molto fotogenica parte per  Roma nel 1937, per partecipare ad alcuni provini per attrice cinematografica, ottenendo una piccola parte nella pellicola Il feroce Saladino, diretta da Mario Bonnard, ma sarà Raffaello Matarazzo che le offrirà una parte significativa ne L'albergo degli assenti del 1939.
Continuerà a lavorare nel cinema, anche in film di successo sino al 1948 quando, dopo il matrimonio, preferirà ritirarsi a vita privata. Muore, vedova del conte Neni da Zara, il 2 luglio 2005.

## Filmografia

Carla Candiani ne La sua strada (1946)

- L'albergo degli assenti, regia di Raffaello Matarazzo (1939)
- Sei bambine e il Perseo, regia di Giovacchino Forzano (1939)
- Trappola d'amore, regia di Raffaello Matarazzo (1940)
- L'uomo del romanzo, regia di Mario Bonnard (1940)
- Amore di ussaro, regia di Luis Marquina (1940)
- L'imprevisto, regia di Giorgio Simonelli (1940)
- Tosca, regia di Jean Renoir, poi Carl Koch (1941)
- Oro nero, regia di Enrico Guazzoni (1942)
- Capitan Tempesta, regia di Corrado D'Errico (1942)
- Il leone di Damasco, regia di Corrado D'Errico (1942)
- Non sono superstizioso... ma!, regia di Carlo Ludovico Bragaglia (1943)
- Sant'Elena, piccola isola, regia di Umberto Scarpelli e Renato Simoni (1943)
- La sua strada, regia di Mario Costa (1946)
- Rocambole, regia di Jacques de Baroncelli (1947)
- La rivincita di Baccarat (La Revanche de Baccarat), regia di Jacques de Baroncelli (1948)

### Doppiatrici
- Giovanna Scotto in L'imprevisto, Capitan Tempesta, Il leone di Damasco
- Lydia Simoneschi in La sua strada
- Tina Lattanzi in Rocambole